# 테프라

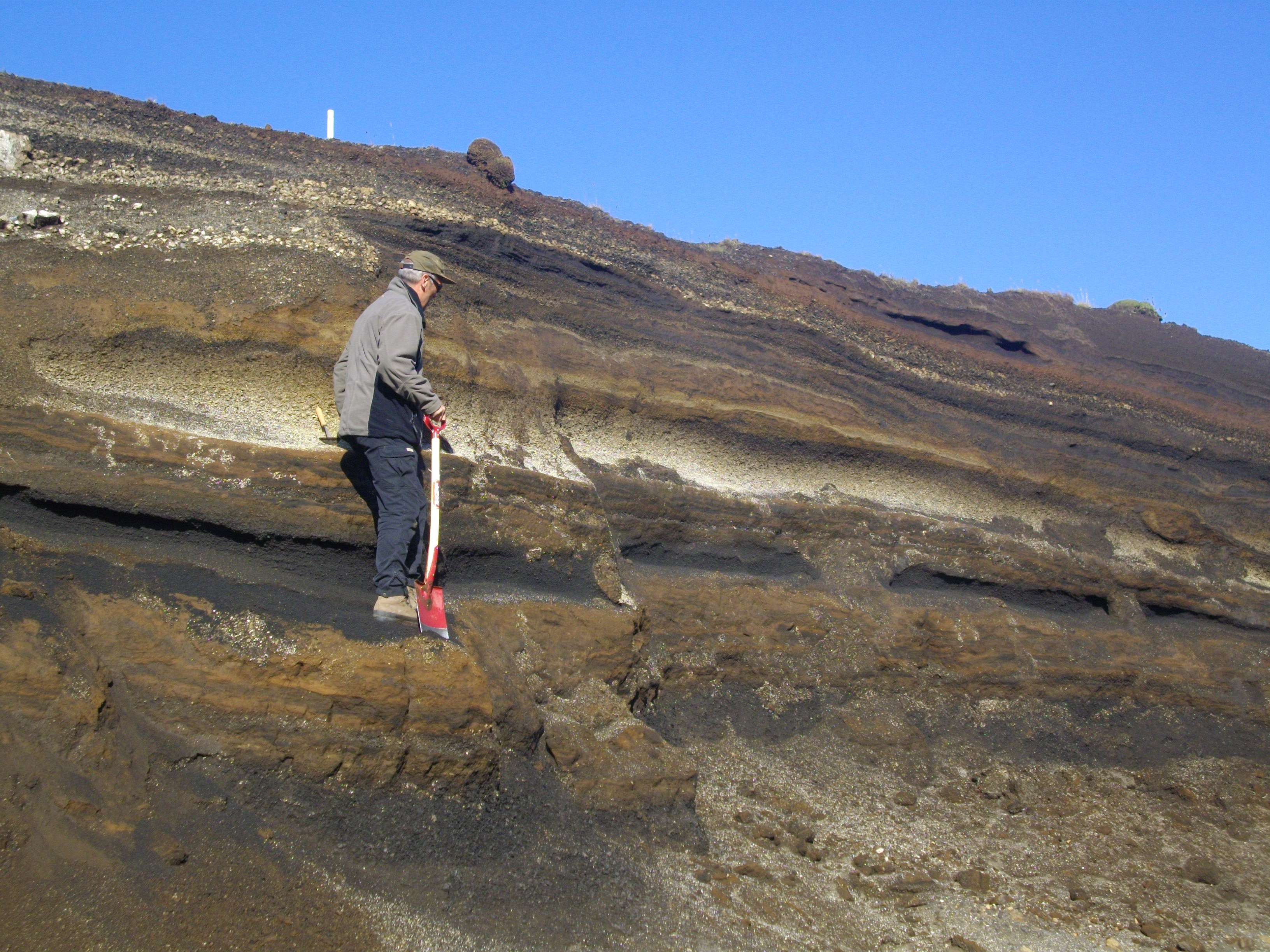
아이슬랜드 중남부의 테프라 층. 사진 중간의 두껍고, 밝은 색상을 가진 층이 헤클라로부터 날아온 유문암 테프라이다.

테프라(Tephra, 고대 그리스어: τέφρα, 고대 그리스어로 ‘재’라는 의미)는 구성 요소와 조각의 크기 또는 위치 매커니즘과 상관없이 화산분출에 의해 생성되는 조각 물질의 총칭이다.  화산학자들은 또한 부유 물질을 화산쇄설물질(pyroclasts)이라고 언급하기도 한다. 일단 쇄설물들이 땅에 떨어지면 녹아서 화산쇄설암 또는 응회암이 될만큼 뜨겁지 않다면 이것들이 테프라로 남게 된다.

## 개요
화산이 분화하고, 연기가 오른 경우 연기 속에는 다양한 크기의 입자가 포함되어 있다. 일반적으로 연기가 분출의 기세로 퍼지거나 바람에 흘러가게 되며 그 중 입자는 넓은 범위에 떨어지지만, 큰 (무거운) 입자는 분화구 근처에 떨어지고, 크기가 작을수록, 무게가 가벼울수록 멀리 떨어지게 된다. 입자의 크기와 거리의 변화는 연속적이고, 게다가 동일한 분화로 생긴 것이기 때문에, 입자의 크기만으로 분류하는 것은 본질적인 의미가 없다. 또한 연기 기둥의 일부가 붕괴하고 화산쇄설류를 발생할 수 있지만, 그 경우 동일한 연기에서 화산쇄설류 퇴적물과 낙진 모두 생길 수 있게 된다. 이처럼 동시에 생길 수 있는 다양한 화산쇄설물은 한 덩어리로 취급하는 것이 화산 폭발의 역사와 주변의 지질 일반 검사에서 합리적이기 때문에 총칭하여 ‘테프라’라고 불리게되었다.

## 분류
테프라 조각은 크기에 따라 다음과 같이 분류된다.
- 화산재 (Ash) - 직경 2mm 이하의 입자
- 화산력(火山礫, Lapilli) 또는 화산분진(volcanic cinders) - 직경 2mm ~ 64mm 사이의 입자
- 화산탄(火山弾, Volcanic bombs) 또는 화산암괴(火山岩塊, volcanic blocks) - 직경 64mm 이상의 물질

고고학과 지질학에서 연대표시층으로서 독특한 화학물질과 특성을 지닌 테프라 층의 이용은 테프로크로놀로지(tephrochronology)라고 한다.